# La ragazza in vetrina
La ragazza in vetrina è un film drammatico del 1961 diretto da Luciano Emmer.

## Trama
Vincenzo, un giovane proveniente dalla provincia veneta, giunge in treno in una località mineraria dei Paesi Bassi con alcuni amici e va in un complesso di edifici in lamiera dove trovano riparo i minatori emigrati dall'Italia. Il luogo è inospitale, con pochi servizi e solo le brande dove dormire; l'unico spazio di ritrovo è un piccolo bar, dove tutti cercano di passare il tempo libero con il loro fardello di nostalgia.
Il giorno dopo inizia il lavoro nella miniera di carbone, dove Vincenzo conosce Federico, un esperto minatore, anch'egli italiano, in Olanda già da alcuni anni; poche ore dopo tuttavia avviene un crollo ed i due, insieme a un altro minatore africano che resta immobilizzato sotto i detriti, rimangono imprigionati in una nicchia. Federico cerca di tranquillizzare il giovane collega e gli propone, una volta risaliti, di recarsi ad Amsterdam per un fine settimana di baldoria. Passati due giorni sottoterra, quando le speranze sembrano ormai perdute, i due vengono salvati.
Vincenzo, traumatizzato da quanto ha vissuto, intende rientrare in Italia ma, per non mancare alla promessa fatta a Federico, acconsente ad accompagnarlo nella sua gita. Arrivati ad Amsterdam i due vanno nel quartiere a luci rosse alla ricerca di compagnia e sostano davanti alla vetrina di Else, una biondina che sembra incontrare i gusti di Vincenzo ma ella non intende seguirli per i due giorni programmati e allora Federico incarica Cori, un'altra prostituta, di trovare una ragazza all'amico.
La serata si dipana tra locali, bevute e litigi tra Cori e Federico a causa della gelosia di lei, infastidita dal suo atteggiamento troppo confidenziale verso le altre donne, non riuscendo a trovare una ragazza per Vincenzo fino a quando Federico non crolla ubriaco. A quel punto Cori lo carica sulla macchina per portarlo al lago ma Vincenzo, non sentendosi di fare il terzo incomodo, resta ad Amsterdam con l'intenzione di andare a trovare Else prima di ripartire la sera stessa per l'Italia.
Vincenzo si intrattiene non pensando più all'orario di partenza del treno e viene risvegliato dal suono delle campane; Else si offre di accompagnarlo in macchina alla stazione ma il treno è appena partito; Else gli offre quindi ospitalità per il fine settimana nella sua casa vicino al mare. Durante la notte Else, dopo avergli fatto vedere le fotografie dei suoi familiari uccisi dai tedeschi durante l'occupazione, confida a Vincenzo che lui è il primo uomo che è stato invitato nella sua casa.
Il mattino dopo i due si siedono davanti al mare; la ragazza gli chiede se è sposato ricevendo una risposta ironica; Else da quel momento cambia umore e, inspiegabilmente per Vincenzo, gli chiede di raggiungere Cori e Federico al lago. Una volta arrivati Federico ed Else fanno una gita in barca mentre Cori e Vincenzo rimangono a ballare nel locale fino a che un improvviso temporale non costringe i primi due a tornare indietro.
Anche Vincenzo ed Else hanno uno scontro, al termine del quale lei riparte da sola con la macchina, costringendo Vincenzo a tornare ad Amsterdam in autobus, ed al rientro nel quartiere a luci rosse viene malmenata da uno spasimante che trova nella sua macchina la valigia dimenticata da Vincenzo che ancora non si vede. Arriva la sera ed Else, pensando che Vincenzo si trovi in stazione, corre a cercarlo trovandolo pochi minuti prima della partenza del treno; egli vorrebbe pagarle il fine settimana ma lei gli dice chiaramente che non vuole il denaro, rubandogli un bacio di addio.
Il lunedì, Federico e Vincenzo si ritrovano all'inizio del turno in miniera: Vincenzo ha rinunciato a rientrare in Italia.

## Distribuzione

### Divieti
Il film, prima dell'uscita nelle sale cinematografiche, ebbe notevoli problemi con la censura, che impose tagli (il film ebbe minutaggi diversi a seconda dei paesi in cui fu distribuito), modifiche ai dialoghi ed il divieto ai minori di 16 anni.